# Xivray-et-Marvoisin
Xivray-et-Marvoisin är en kommun i departementet Meuse i regionen Grand Est (tidigare regionen Lorraine) i nordöstra Frankrike. Kommunen ligger i kantonen Saint-Mihiel som tillhör arrondissementet Commercy. År 2022 hade Xivray-et-Marvoisin 116 invånare.

## Befolkningsutveckling
Antalet invånare i kommunen Xivray-et-Marvoisin
| Referens: INSEE |